# Чемпіонат світу
Чемпіонат світу — велике міжнародне змагання, яке проводиться мінімум раз на 4 роки і максимум раз на рік[джерело?]. Чемпіонат світу є другим за значимістю міжнародним змаганням з багатьох видів спорту (за винятком футболу[джерело?]) після Олімпійських ігор. Найпопулярнішими у теле-аудиторії вважаються: в першу чергу Чемпіонат світу з футболу, а також чемпіонат світу з легкої атлетики, водних видів спорту і біатлону[джерело?].

## Чемпіонати світу з літніх видів спорту
- Чемпіонат світу з академічного веслування
- Чемпіонат світу з бадмінтону
- Чемпіонат світу з баскетболу
- Чемпіонат світу з баскетболу серед жінок
- Світова класика бейсболу (Замінила з 2013 року Чемпіонат світу з бейсболу)
- Чемпіонат світу з бейсболу серед жінок
- Чемпіонат світу з боксу
- Чемпіонат світу з водного поло
- Чемпіонат світу з водного поло серед жінок
- Чемпіонат світу з водних видів спорту
- Чемпіонат світу з волейболу
- Чемпіонат світу з волейболу серед жінок
- Чемпіонат світу з волейболу серед жіночих молодіжних команд
- Чемпіонати світу з волейболу серед дівчат
- Чемпіонат світу з гандболу
- Чемпіонат світу з гандболу серед жінок
- Чемпіонат світу з гімнастики
- Чемпіонат світу з веслування на байдарках і каное
- Чемпіонат світу з веслувального слалому
- Чемпіонат світу з дзюдо
- Чемпіонат світу з карате
- Чемпіонат світу з корфболу
- Чемпіонат світу з кунг-фу
- Чемпіонат світу з легкої атлетики
- Чемпіонат світу з футзалу
- Чемпіонат світу з настільного тенісу
- Чемпіонат світу з пляжного волейболу
- Чемпіонат світу з пляжного футболу
- Чемпіонат світу з регбі
- Чемпіонат світу з регбі серед жінок
- Чемпіонат світу з спідвею
- Чемпіонат світу зі спортивного орієнтування
- Чемпіонат світу зі спортивного орієнтування серед студентів
- Чемпіонат світу з важкої атлетики
- Чемпіонат світу з фехтування
- Чемпіонат світу з футболу
- Чемпіонат світу з футболу серед молодіжних команд
- Чемпіонат світу з футболу серед жінок
- Чемпіонат світу з хокею на траві
- Чемпіонат світу з хокею на траві серед жінок
- Чемпіонат світу з шосейних велогонок

## Чемпіонати світу з зимових видів спорту
- Чемпіонат світу з біатлону
- Чемпіонат світу з бобслею і скелетону
- Чемпіонат світу з гірськолижного спорту
- Чемпіонат світу з керлінгу
- Чемпіонат світу з ковзанярського спорту
- Чемпіонат світу з лижних видів спорту
- Чемпіонат світу з санного спорту
- Чемпіонат світу з фігурного катання
- Чемпіонат світу з фігурного катання серед юніорів
- Чемпіонат світу з хокею з м'ячем
- Чемпіонат світу з хокею з м'ячем серед жінок
- Чемпіонат світу з хокею із шайбою
- Чемпіонат світу з хокею із шайбою серед молодіжних команд
- Чемпіонат світу з хокею із шайбою серед юніорських команд
- Чемпіонат світу з хокею із шайбою серед жінок

## Чемпіонати світу по інших видах спорту
- Чемпіонат світу з ралі
- Чемпіонат світу зі снукеру
- Чемпіонат світу зі снукеру серед жінок
- Чемпіонат світу зі снукеру серед любителів
- Чемпіонат світу зі снукеру серед ветеранів
- Чемпіонат світу з шахів
- Чемпіонат світу з шосейно-кільцевих мотоперегонів

## Інше
- Чемпіонат світу з «Що? Де? Коли?»